# Oxonium

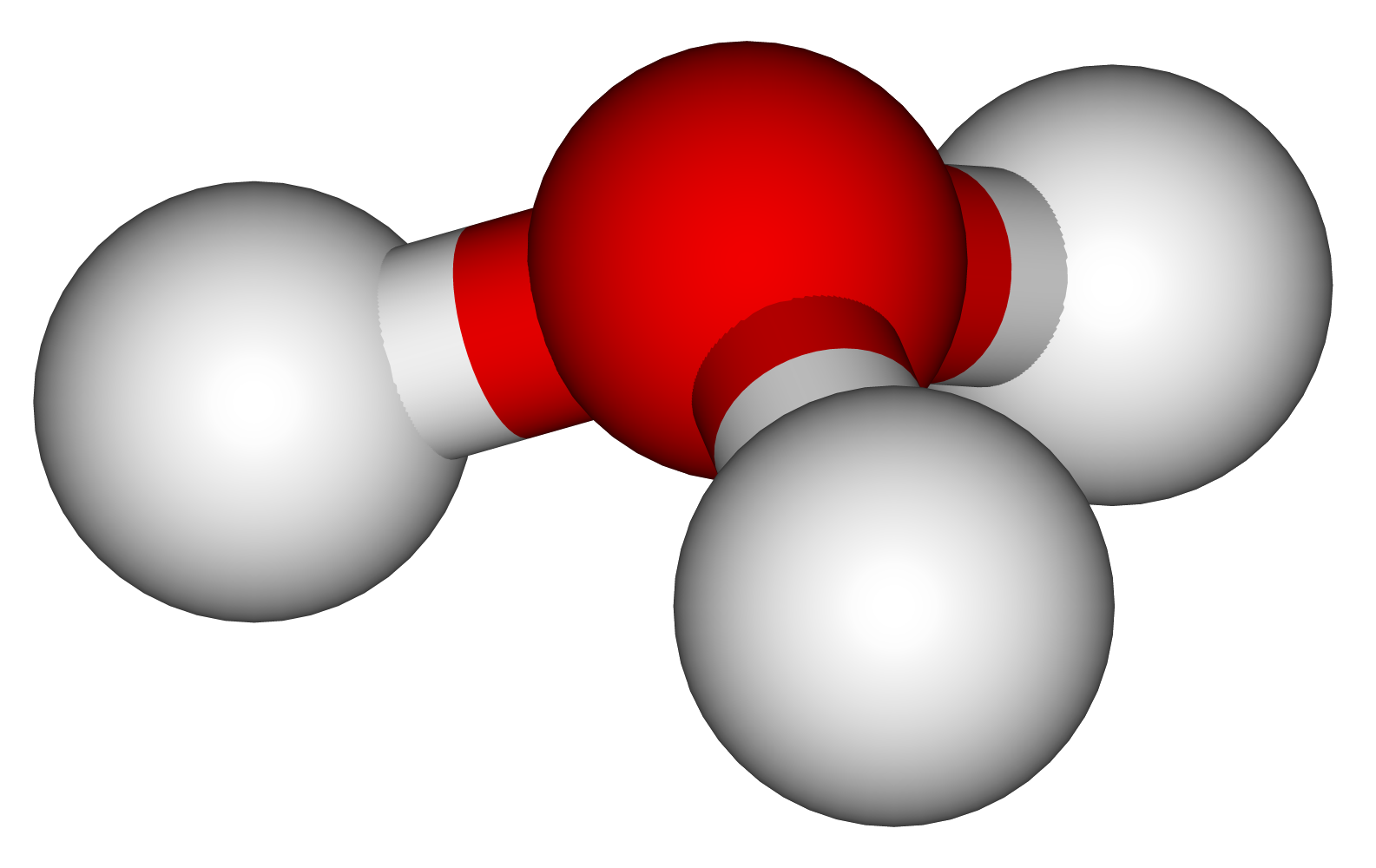
Hydroxoniumion
zuurstof
waterstof

Een oxoniumion is de verzamelnaam voor elk ion dat een trivalent, dus positief geladen, zuurstofatoom bevat.
De algemene formule van het oxoniumion is R3O+. Het meest eenvoudige en meest voorkomende oxoniumion is het hydroxoniumion H3O+.
Andere oxoniumionen ontstaan bijvoorbeeld bij protonering van alcoholen, ketonen of ethers. Deze alkyloxoniumionen zijn in het algemeen niet stabiel en zeer reactief. Het zijn sterke lewiszuren en zijn vaak een tussenproduct in organische reacties, bijvoorbeeld E2-eliminaties.